# Krotz Springs (Louisiane)
Krotz Springs est une ville de la paroisse de Saint-Landry, dans l'État de Louisiane, aux États-Unis,. En 2020, elle compte une population de 904 habitants.

## Démographie
Lors du recensement de 2010, la ville comptait une population de 1 198 habitants, tandis qu'en 2020, elle s'élève à 904 habitants.